# Спільний душ

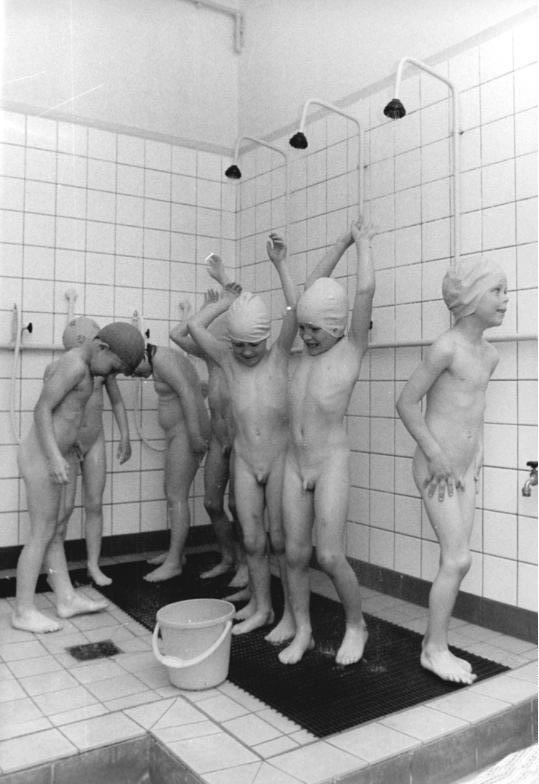
Душова кімната дитячого садка в Керіц, район Нойштадт-Доссе (1987, Східна Німеччина)

Спільний душ — група окремих душових, об’єднаних в одній кімнаті або зоні. Вони часто використовуються в роздягальнях, школах, в'язницях і казармах для особистої гігієни. Хоча використання комунальних душів стало менш поширеним на Заході в ХХІ столітті, ніж це було в попередні роки, вони часто присутні в шкільних роздягальнях для використання в особистій гігієні після фізкультури. Вони також продовжують існувати в деяких спортзалах і в багатьох плавальних басейнах.

## Історія
Сучасні комунальні душові були встановлені в казармах французької армії в 1870-х роках як економічний гігієнічний захід під керівництвом Франсуа Меррі Делабоста, французького лікаря та винахідника. Будучи головним хірургом у в’язниці Bonne Nouvelle у Руані, Делабост раніше замінив індивідуальні ванни на обов’язкові загальні душі для в’язнів, стверджуючи, що вони були більш економічними та гігієнічними. Французька система комунальних душових була прийнята іншими арміями (першою була армія Пруссії в 1879 році) і в'язницями в інших юрисдикціях. Їх також взяли на озброєння школи-інтернати, перш ніж встановити в громадських лазнях. Перший душ у громадській лазні був відкритий у 1887 році у Відні, Австрія. У Франції громадські лазні та душові були засновані Шарлем Казале спочатку в Бордо в 1893 році, а потім у Парижі в 1899 році. Вони швидко виявилися успішними, і останню закрили лише в 1985 році. .

## Поточний стан
У Сполучених Штатах і в деяких англомовних провінціях Канади учні державних шкіл історично повинні були приймати душ разом з однокласниками однієї статі після уроків фізкультури. У США заперечення громадськості та загроза судових позовів змусили низку шкільних округів зробити душ необов’язковим або повністю скасувати цю практику.
У багатьох частинах західного світу кількість шкіл із відкритими загальними душовими поступово зменшилась і була замінена індивідуальними та приватними приміщеннями для купання через релігійні проблеми та проблеми приватності учнів.
У судовій справі в Колорадо було зазначено, що студенти менше сподіваються на особисту конфіденційність у зв’язку з «громадським роздяганням» під час прийняття душу після уроків фізкультури. Закон штату Колорадо вимагає від плавців приймати душ з милом перед відвідуванням будь-якого громадського басейну.